# Erzbistum Agra
Das Erzbistum Agra (lateinisch Archidioecesis Agraënsis) ist eine Erzdiözese der römisch-katholischen Kirche in Indien mit Sitz in Agra.

## Geschichte
Am 17. Mai 1784 wurde die Mission sui juris Hindustan aus dem Apostolischen Vikariat Groß Mogul errichtet. 1820 erfolgte die Erhebung zum Apostolischen Vikariat Tibet-Hindustan. 26 Jahre später, im Jahr 1846, wurde der Name des Apostolischen Vikariats in Agra geändert.
Am 1. September 1886 wurde das Apostolische Vikariat Agra schließlich zum Erzbistum erhoben. Am 13. September 1910 gab es Gebiete an das Erzbistum Shimla, am 12. Januar 1940 an das Bistum Lucknow und am 20. Februar 1956 an das Bistum Meerut ab.

## Kirchenprovinz
- Erzbistum Agra

1. Bistum Ajmer
2. Bistum Allahabad
3. Bistum Bareilly
4. Eparchie Bijnor
5. Eparchie Gorakhpur
6. Bistum Jaipur
7. Bistum Jhansi
8. Bistum Lucknow
9. Bistum Meerut
10. Bistum Udaipur
11. Bistum Varanasi

## Ordinarien

### Apostolische Vikare von Tibet-Hindustan
- 1820–1824 Zenobio Maria Benucci OFMCap
- 1826–1842 Antonino Pezzoni OFMCap
- 1842–1846 Giuseppe Borghi OFMCap

### Apostolische Vikare von Agra
- 1846–1849 Giuseppe Borghi OFMCap, dann Bischof von Cortona
- 1849–1856 Gaetano Carli OFMCap
- 1861–1866 Andjelik Juraj Bedenik OFMCap
- 1868–1886 Michael Angelus Jacobi OFMCap

### Erzbischöfe von Agra
- 1886–1891 Michael Angelus Jacobi OFMCap
- 1892–1897 Emanuel Alphonsus van den Bosch OFMCap
- 1898–1916 Carlo Giuseppe Gentili OFMCap
- 1917–1937 Angelo Raffaele Bernacchioni OFMCap
- 1937–1955 Evangelista Vanni OFMCap
- 1956–1982 Dominic Athaide OFMCap
- 1983–1998 Cecil DeSa
- 1998–2000 Vincent Michael Concessao, dann Erzbischof von Delhi
- 2000–2006 Oswald Gracias, dann Erzbischof von Bombay
- 2007–2020 Albert D’Souza
- seit 2020 Raphy Manjaly